# Gerd Schneider (Fußballspieler, 1940)
Gerd Schneider (* 18. Dezember 1940; † 29. Oktober 1983) war ein deutscher Fußballspieler. Der Defensivspieler hat beim 1. FC Kaiserslautern von 1963 bis 1970 in der Fußball-Bundesliga 161 Ligaspiele (ein Tor) absolviert. Im letzten Jahr der alten erstklassigen Fußball-Oberliga Südwest, 1962/63, gewann er mit den „Roten Teufeln“ vom Betzenberg die Meisterschaft im Südwesten.

## Karriere
Der im Jahr 1956 in die Jugendabteilung des FCK eingetretene Gerd Schneider spielte ab der Saison 1960/61 in der 1. Mannschaft des 1. FC Kaiserslautern in der Oberliga Südwest. Sein Debüt in der Oberliga gab er am 18. September 1960 bei einem 0:0-Heimremis gegen den SC Ludwigshafen unter Trainer Richard Schneider als rechter Verbinder im damals zumeist angewandten WM-System. Am Rundenende belegte der FCK den vierten Rang und Schneider hatte acht Spiele bestritten. Ab seiner zweiten Saison in der Oberliga, 1961/62, gehörte der stets zuverlässige Mannschaftsspieler „Butzel“ Schneider der Stammbesetzung an. Beim erneuten Belegen des vierten Ranges hatte er an der Seite von Werner Liebrich und Jürgen Neumann überwiegend als rechter Außenläufer 29 Ligaspiele bestritten. Zum Höhepunkt avancierte aber das Erreichen des Endspieles um den DFB-Pokal im Jahr 1961. Am 13. September 1961 fand das Finale in Gelsenkirchen gegen den SV Werder Bremen statt. Die Norddeutschen setzten sich unter Trainer Georg Knöpfle mit zwei Treffern von Willy Schröder gegen das im ersten Jahr von Günter Brocker trainierte Kaiserslautern durch. In seinem dritten Oberligajahr, 1962/63, feierte Schneider mit seinen Mannschaftskollegen die Meisterschaft im Südwesten, den Einzug in die Endrunde um die deutsche Fußballmeisterschaft und die Nominierung in die neue Leistungskonzentration des DFB-Fußballs, in die Bundesliga ab 1963/64. Insgesamt absolvierte er zunächst von 1960 bis 1963 58 Spiele (kein Tor) in der Oberliga Südwest – damals die höchste Spielklasse im deutschen Fußball. In der Endrunde kam Schneider in allen sechs Spielen gegen den 1. FC Köln, 1. FC Nürnberg und Hertha BSC zum Einsatz. Mit 3:9 Punkten reichte es aber lediglich zum 4. Gruppenplatz.
Von 1963 bis 1970 spielte er 161-mal für den FCK in der Bundesliga und konnte ein Tor erzielen. Mit 15 DFB-Pokalspielen brachte er es insgesamt auf 240 Pflichtspieleinsätze und ein Tor im Trikot der Pfälzer. Sein Bundesligadebüt fand am 7. September 1963 bei einem 2:2-Auswärtsremis gegen Hertha BSC statt. Mit Dieter Pulter und Neumann bildete er dabei die Läuferreihe. In den ersten drei Bundesligarunden spielte er mit dem FCK permanent um den Klassenerhalt. Im zweiten Trainerjahr von Gyula Lorant, 1966/67, überraschte die Elf vom Betzenberg mit dem Erreichen des 5. Ranges im Endklassement. Zwar hatten sich die zwei Neuzugänge Gerhard Kentschke (26-8) (Karlsruher SC) und Otto Rehhagel von Hertha BSC (28-4) als Verstärkungen erwiesen, aber trotzdem war das gute Abschneiden der Pfälzer eine Überraschung. Am fünften Spieltag, nach einem 2:0-Heimerfolg gegen Werder Bremen, stand der FCK mit 9:1 Punkten auf dem 1. Platz, das hatte niemand erwartet und für möglich gehalten. Am 25. Spieltag, den 11. März 1967, fügten Schneider und Kollegen auch dem Überraschungsmeister Eintracht Braunschweig eine 0:2-Heimniederlage auf dem Betzenberg zu. Schneider hatte dabei die Spezialaufgabe den Spielmacher Hans-Georg Dulz zu neutralisieren, was ihm auch gelang, und Kentschke erzielte beide Lauterer Treffer.
Ein Achillessehnenriss in der Partie am 29. November 1969 gegen Hertha BSC beendete nach 161 Bundesligapartien (1 Tor) seine Spielerkarriere.
Anfang der 1970er Jahre war Schneider Trainer der Amateure des FCK. 1972/73 saß er für ein Spiel (34. Spieltag, 1:4 gegen Hertha BSC) auf der Trainerbank der Profimannschaft, da der bisherige Coach Dietrich Weise suspendiert wurde, weil dieser bereits einen Vertrag für die nächste Saison bei Eintracht Frankfurt unterschrieben hatte.
1983 wurde Gerd Schneider unter Präsident Udo Sopp zum Schatzmeister beim FCK gewählt, konnte aber seine letzte Funktion im Dienste des Vereines kaum ausüben. Nur wenige Tage danach, starb der 42-Jährige völlig überraschend an einem Herzinfarkt.

## Statistik
| Liga           | Spiele (Tore) |
| -------------- | ------------- |
| Bundesliga (I) | 161 0(1)      |
| Oberliga (I)   | 058 0(0)      |
| Wettbewerb     |               |
| DFB-Pokal      | 015 0(0)      |